# گریگور پطروسیان
گریگور تر-پطروسیان (ارمنی: Գրիգոր Տեր-Պետրոսյան؛ ۱۹۳۸ - ۱۰ ژوئن ۱۸۸۹) حقوق‌دان و سیاست‌مدار اهل ارمنستان که از ۲۸ ژوئیه ۱۹۱۸ تا ۴ نوامبر ۱۹۱۸ وزیر دادگستری نخستین جمهوری ارمنستان بود.

## زندگی
وی در ۱۰ ژوئنِ ۱۸۸۹ در ورین آگولیس به دنیا آمد و از دانشگاه سلطنتی مسکو فارغ‌التحصیل گشت. وی در ۱۹۳۸ میلادی در سن ۴۹ سالگی در ایروان درگذشت و در همان‌جا به خاک سپرده شد.